# Jan Palach
Jan Palach (Praga, 11 de agosto de 1948 — Praga, 16 de janeiro de 1969) foi um estudante checo que cometeu suicídio através de autoimolação como forma de protesto político.

## Morte

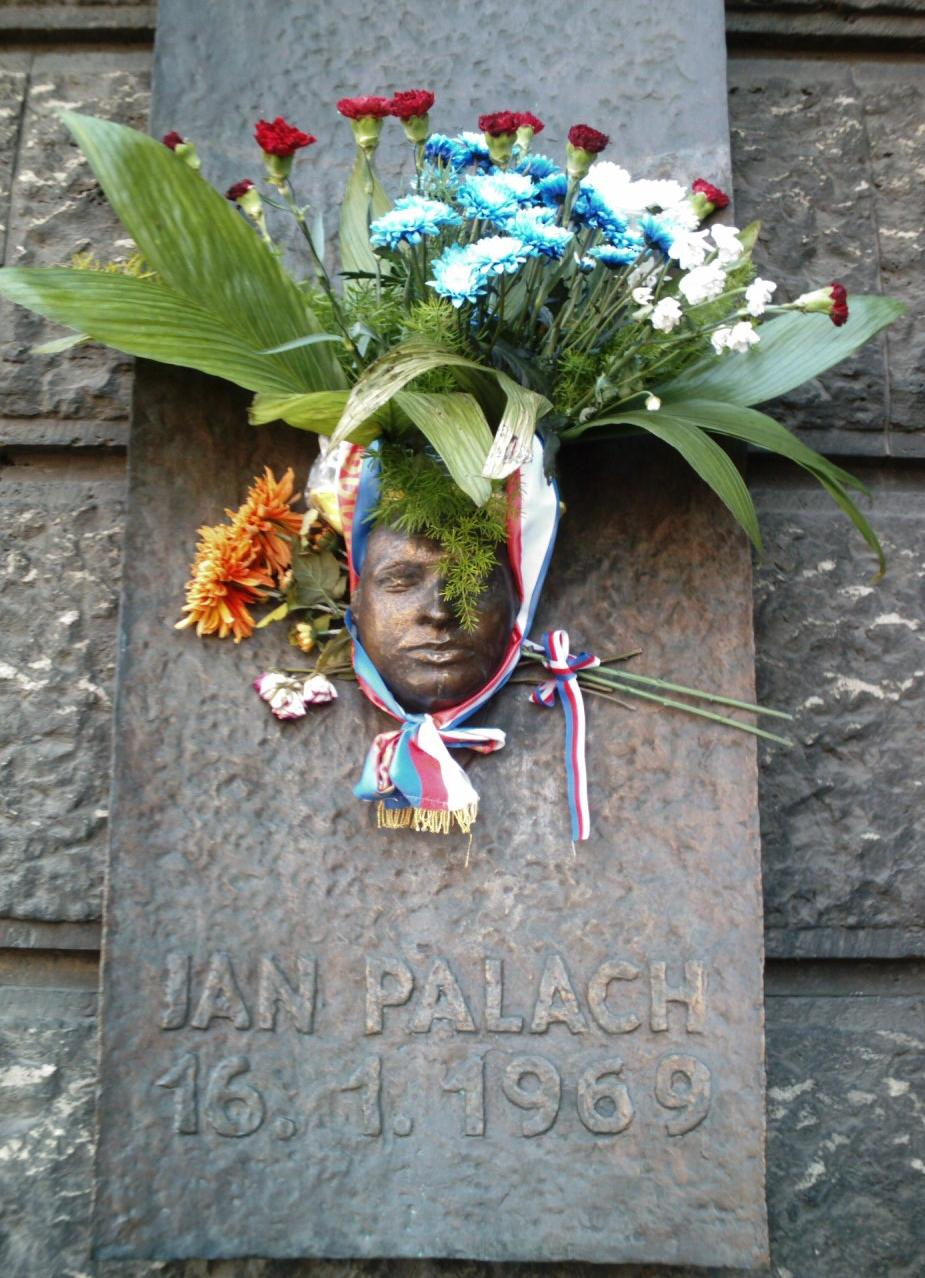
Lápide de Jan Palach

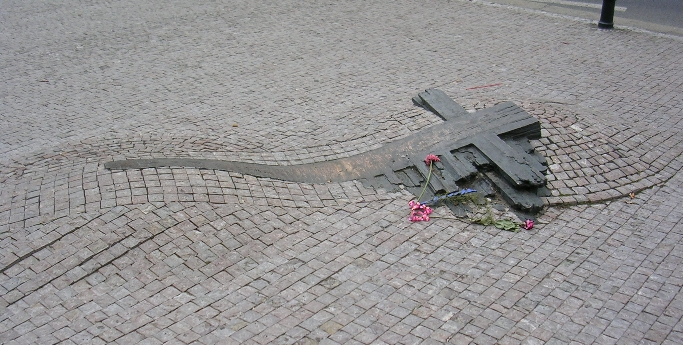
Placa memorial para jan Palach e Jan Zajíc em frente ao Museu Nacional.

A invasão da República Checa liderada pela União Soviética em agosto de 1968 tinha a pretensão de esmagar as reformas liberalistas do governo de Alexander Dubček na Primavera de Praga. Jan Palach morreu após atear fogo em si próprio na Praça de São Venceslau, na cidade de Praga, no dia 16 de janeiro de 1969. Ele tinha 20 anos de idade.
O funeral de Jan Palach transformou-se em um grande protesto contra a ocupação, e um mês depois (em 25 de fevereiro de 1969) um outro estudante, Jan Zajíc, também ateou fogo a si próprio e queimou até a morte no mesmo local, seguido ainda por Evžen Plocek, em abril do mesmo ano, na cidade de Jihlava.

## Reconhecimento póstumo
Jan Palach foi inicialmente enterrado no cemitério Olšany. À medida que sua lápide foi se tornando um local de veneração, a StB (a polícia secreta do país) foi incumbida de destruir qualquer memória do legado de Jan Palach, e exumou seus restos mortais na noite de 25 de outubro de 1973. Seu corpo foi cremado e enviado à sua mãe na cidade de Všetaty, terra natal do estudante, enquanto uma mulher desconhecida foi posta no local. Não foi permitido à mãe de Jan Palach depositar a urna com as cinzas no cemitério local até 1974. Em 25 de outubro de 1990, a urna foi recolocada oficialmente no seu local de origem, na cidade de Praga.
A chamada "Semana Palach" ocorreu no vigésimo aniversário de morte de Jan Palach. Foi uma série de manifestações anti-comunistas em Praga, entre 15 e 21 de janeiro de 1989, todas suprimidas pela polícia, que precederam a queda do comunismo na então Tchecoslováquia, 11 meses depois.
Após a Revolução de Veludo, Jan Palach (junto com Jan Zajíc) foi homenageado com uma cruz de bronze encravada no ponto onde ele caiu, do lado de fora do Museu Nacional, bem como com uma praça com seu nome. O astrônomo checo Luboš Kohoutek, que veio a deixar o país no ano seguinte, nomeou um asteróide, que havia sido descoberto em 22 de agosto de 1969, como 1834 Palach. Existem vários outros memoriais a Jan Palach em cidades pela Europa, incluindo um pequeno memorial dentro dos túneis em Jungfraujoch, na Suíça.
Muitos incidentes posteriores de auto-imolação podem ter sido influenciados pelo exemplo de Jan Palach e a popularidade que o evento alcançou na mídia. Na primavera de 2003, um total de seis jovens checos atearam fogo a si próprios e queimaram até a morte, notadamente o estudante secundário Zdeněk Adamec, que se matou em 6 de março de 2003, quase no mesmo local de Jan Palach, em frente ao Museu Nacional, deixando uma nota de suicídio com referências explícitas a Jan Palach e aos outros que cometeram suicídio em 1969. As razões para a série de suicídios, entretanto, não é clara.
A apenas uma caminhada de distância do local onde Jan Palach cometeu suicídio, um monumento na cidade velha de Praga presta homenagem ao pensador religioso Jan Hus, que foi queimado na fogueira por suas idéias em 1415. Ele próprio foi celebrado como herói nacional por muitos séculos, sendo automaticamente ligado ao caso de Jan Palach. A banda de rock britânica Kasabian dedicou a música Club Foot a Jan Palach.